# Mas d'en Boix
El Mas d'en Boix és una masia situada al municipi de Castellfollit del Boix a la comarca catalana del Bages.